# موسى هودغ
موسى هودغ (بالإنجليزية: Moses Hoge)‏ هو كاتب أمريكي، ولد في 15 فبراير 1752 في Cedar Grove, Frederick County, Virginia ‏ في الولايات المتحدة، وتوفي في 5 يوليو 1820 في فيلادلفيا في الولايات المتحدة.